# Emil Králík

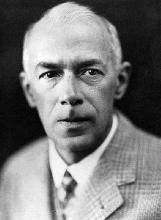
Emil Králík

Emil Králík (* 21. Februar 1880 in Prag; † 26. Juni 1946 ebenda) war ein tschechischer Architekt.

## Leben
Králík studierte 1899–1904 Architektur an der Tschechischen Technischen Hochschule zu Prag bei Professor Josef Schultz. Noch während seiner Zeit an der Universität arbeitete er von 1903 bis 1904 in der Bauabteilung des Magistrats der Stadt Prag.
Nach dem Studium 1904 wurde er Assistent von Professor Jan Koula an der Technischen Hochschule im Institut für architektonisches und ornamentales Zeichnen, gleichzeitig arbeitete im Atelier Osvald Polívkas und Antonín Balšáneks in Prag. 1906 beendete er diese Arbeit.
Von 1906 bis 1920 war Králík Professor an der Baugewerbeschule in Brünn und freischaffender Architekt in Brünn. So war er von 1906 bis 1909 in Zusammenarbeit mit Professor Rudolf Kříženecký und der Wiener Firma Fellner und Helmer am Projekt und Bau des Stadttheaters in Mladá Boleslav beschäftigt. Von 1913 bis 1914 war er künstlerischer Leiter der VULKANIA-Werkstätte in Prostějov  und Gründungsmitglied des tschechischen Werkbundes in Prag. 1909 gründete er die Architekturabteilung an der Tschechischen Technischen Hochschule zu Brünn. Im Jahr 1920 wurde er als Mitglied in den Klub der Architekten in Prag aufgenommen.

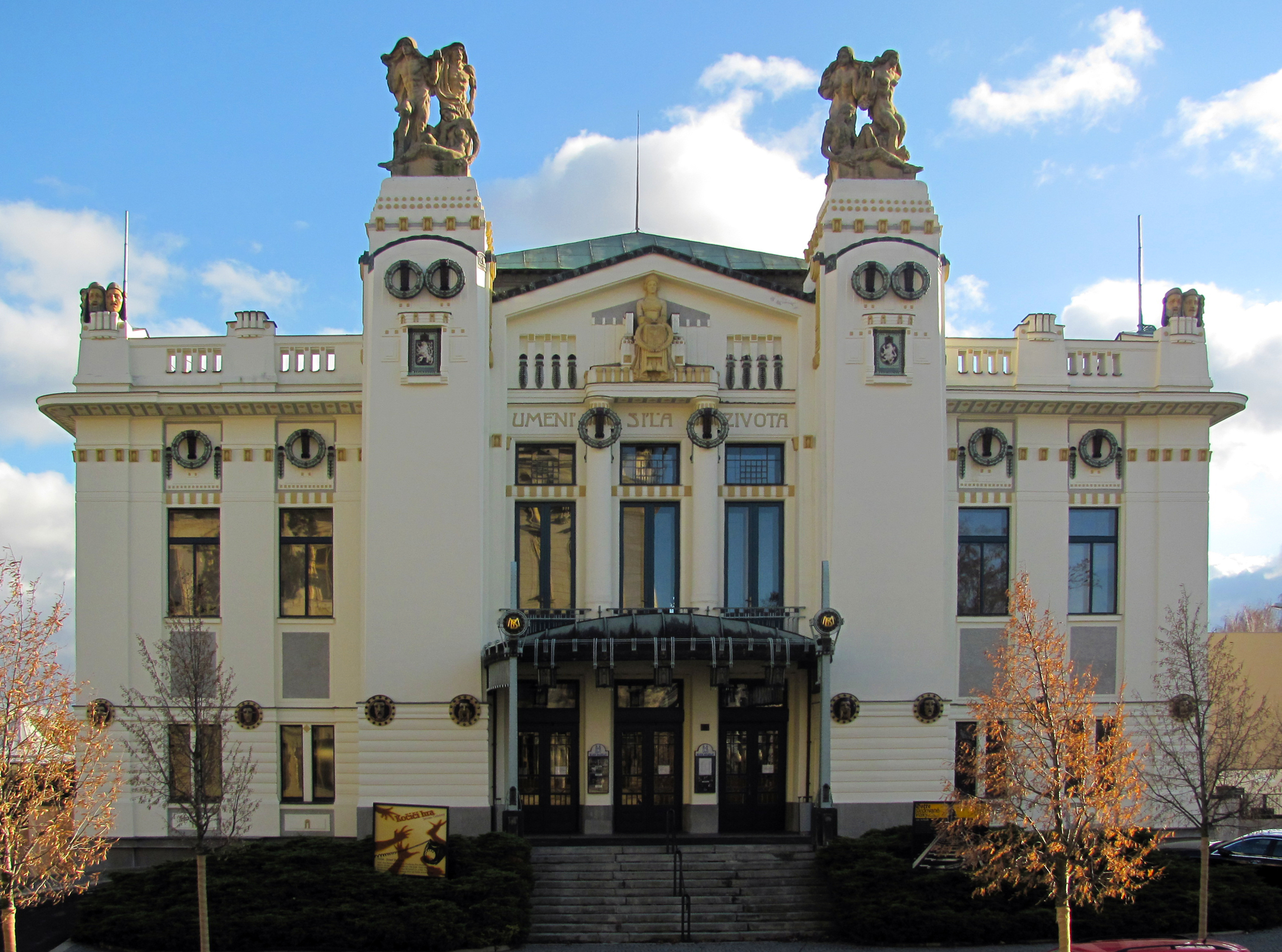
Städtisches Theater in Mladá Boleslav

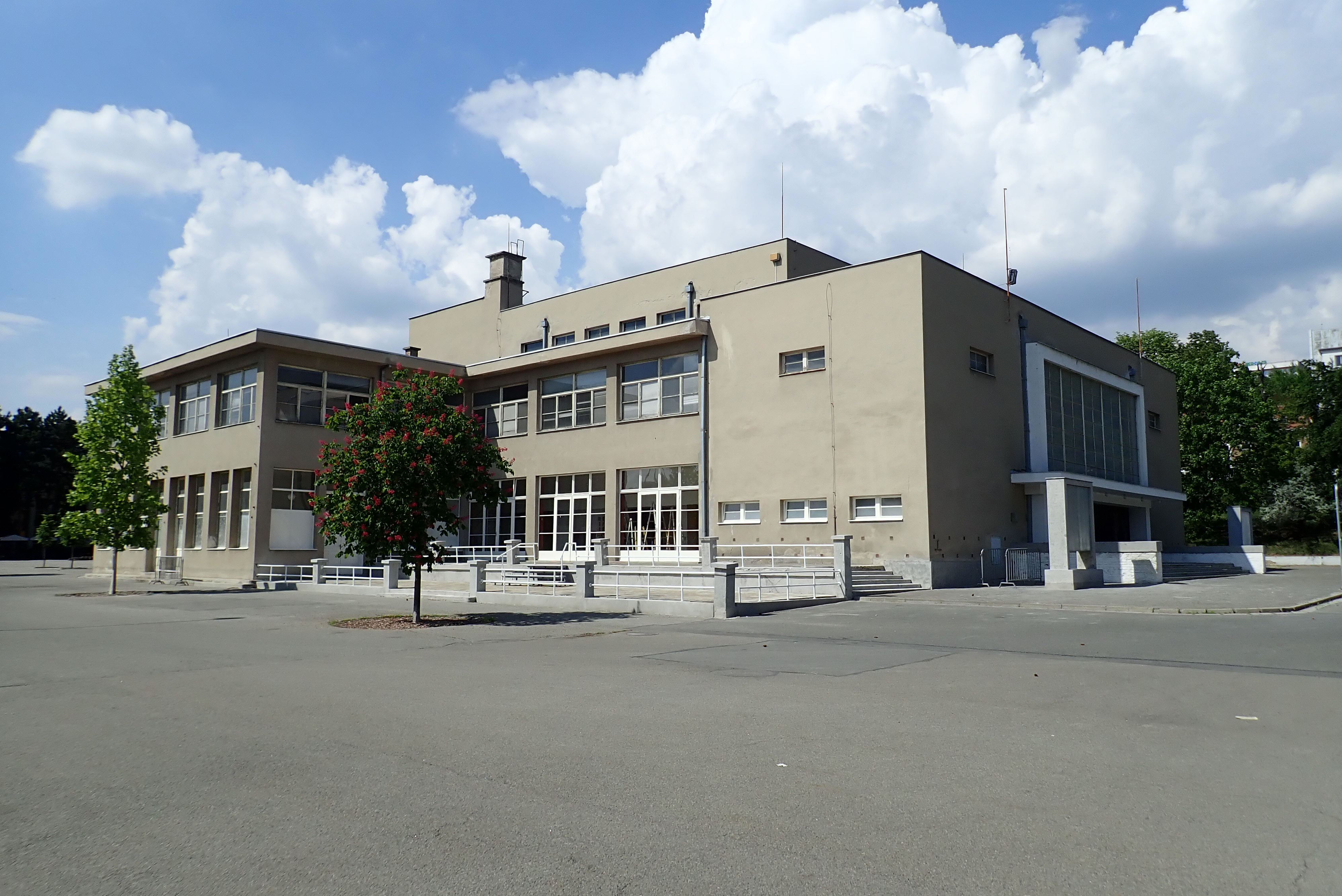
Kino, Messegelände Brünn

Nach Beendigung seiner Tätigkeit an der Baugewerbeschule war er bis 1939 Professor im Institut für architektonisches und ornamentales Zeichnen an der Technischen Hochschule Brünn. Von 1925 bis 1926 war Králík Vorsitzender der Brünner Sektion des Klubs der Architekten und von 1926 bis 1928 Chefarchitekt des Ausstellungsgeländes in Brünn.
Der Einmarsch der Nationalsozialisten in die Tschechoslowakei beendete Králíks Karriere. Von 1942 bis 1945 war er Häftling im Konzentrationslager Svatobořice (deutsch: Swatoborschitz), welches er mit angeschlagener Gesundheit überlebte. Er starb im Folgejahr am 26. Juni 1946 in Prag im Alter von 66 Jahren und wurde am Brünner Zentralfriedhof begraben.

## Ausgewählte Bauwerke in Prostějov
- 1911: Wohnhaus Františk Kovařík, nám. Padlých hrdinů
- 1910–1911: Wohnhaus  Josef Kovařík, Vojáčkově nám. č. 5

## Ausgewählte Bauwerke in Brünn
- um 1918: Anbau von Salla terrena der Villa Löwenstein, Mrštíkova, heute Krondlova 8
- um 1921: Mietshaus, Kotlářská Masarykova čtvrť, Preslova 6
- 1924–1926: Regulation des Dominikanerplatzes
- 1926–1928: Eingangsgebäude und Theater mit Kaffeehaus an der Ausstellung der zeitgenössischen Kultur, Ausstellungsgelände, heute Messegelände Brünn
- 1927–1928: Tschechoslowakische Tabakregie, Zábrdovice, Suchá, heute Zubatého
- 1929–1930: Fernheizwerk der Westmährischen Kraftwerke ZME, Špitálka 6
- 1930–1932: Allgemeine Pensionsanstalt, Burešova 20